# 宋桂解放战争烈士纪念碑
解放战争烈士纪念碑，位于中国广东省云浮市郁南县宋桂镇花果山，为郁南县的一个县级文物保护单位，类型为近现代重要史迹及代表性建筑，公布时间为2003年4月8日。
解放战争烈士纪念碑的历史年代为近代。